# Gonium

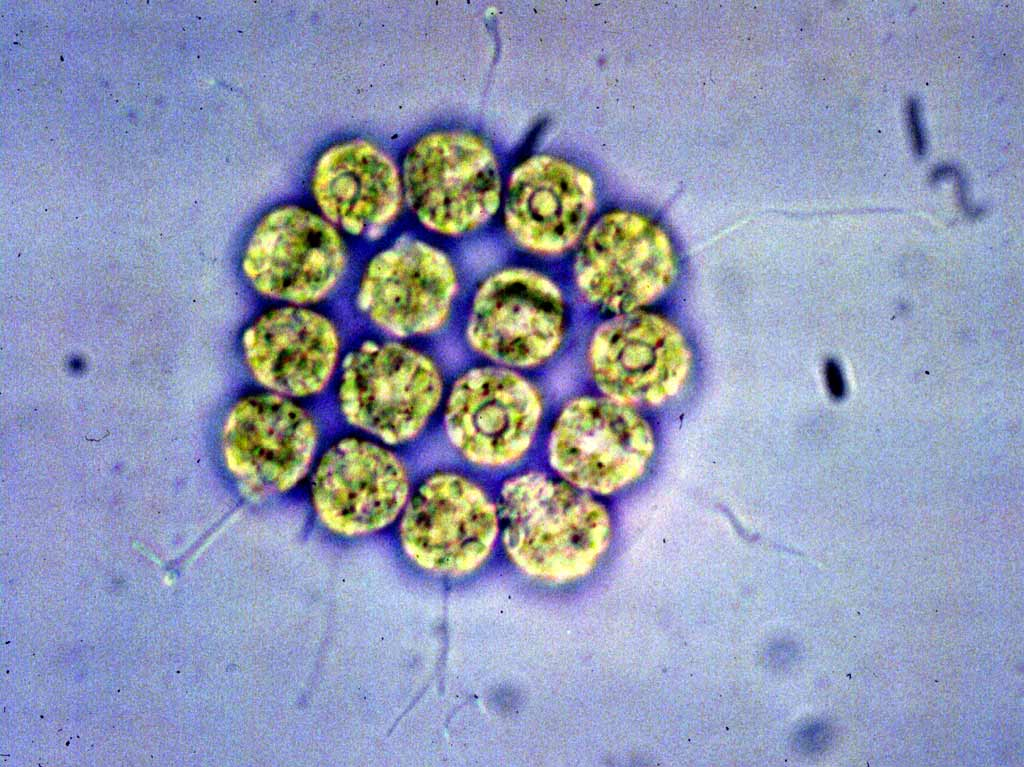
Gonium pectorale

Gonium ist eine im Süßwasser vorkommende Grünalgen-Gattung aus der Klasse der Chlorophyceae.

## Beschreibung
Gonium bildet plattenförmige, viereckige Zellkolonien von 4 bis 16 Zellen. Diese Kolonien entstehen durch Teilung einer Mutterzelle, wobei die Tochterzellen durch lockere Verbindungen eine neue Kolonie bilden. Jede Zelle dieser Kolonien ist auch einzeln lebensfähig und kann, getrennt von der Ursprungskolonie, sich teilen und wieder eine neue Kolonie bilden. Jede Zelle gleicht Chlamydomonas, einer einzelligen Algenart. Da die Zellen auf einer Gallertplatte zusammenliegen, ist ein Stoffaustausch zwischen ihnen möglich. Die einzelnen Zellen sind nicht differenziert, sind aber zu gemeinsamen Leistungen fähig, wie zum Beispiel dem Schwimmen in eine Richtung. Gonium kommt in Teichen, Sümpfen und Pfützen vor.
Diese Zellen ernähren sich wie alle Pflanzen (außer Chlamydomonas, welche auch zur heterotrophen Ernährung fähig ist) autotroph.
Gonium pectorale, die Mosaik-Grünalge kommt in wärmeren Jahreszeiten oft in schwach eutrophierten Teichen vor.
Arten von Gonium werden auch zur Einstufung der Gewässergüte nach dem Saprobiensystem genutzt. In stark verunreinigten Gewässern der Güteklasse III (α-mesosaproben) beobachtet man Massenentwicklungen von Gonium.

## Systematik
Diese Gattung besteht aus den folgenden Arten:
- Gonium dispersum A.Batko & Jakubiec
- Gonium formosum Pascher
- Gonium formosum f. suecicum Hub.-Pest.
- Gonium formosum subsp. alicurense Guarrera & R.O.Echenique
- Gonium indicum Philipose
- Gonium lacustris W.West
- Gonium multicoccum Pocock
- Gonium octonarium Pocock
- Gonium pectorale O.F.Müll.
- Gonium quadratum E.G.Pringsh. ex Nozaki
- Gonium sacculiferum
- Gonium sociale subsp. sacculum ?
- Gonium viridistellatum